# کشتی خط

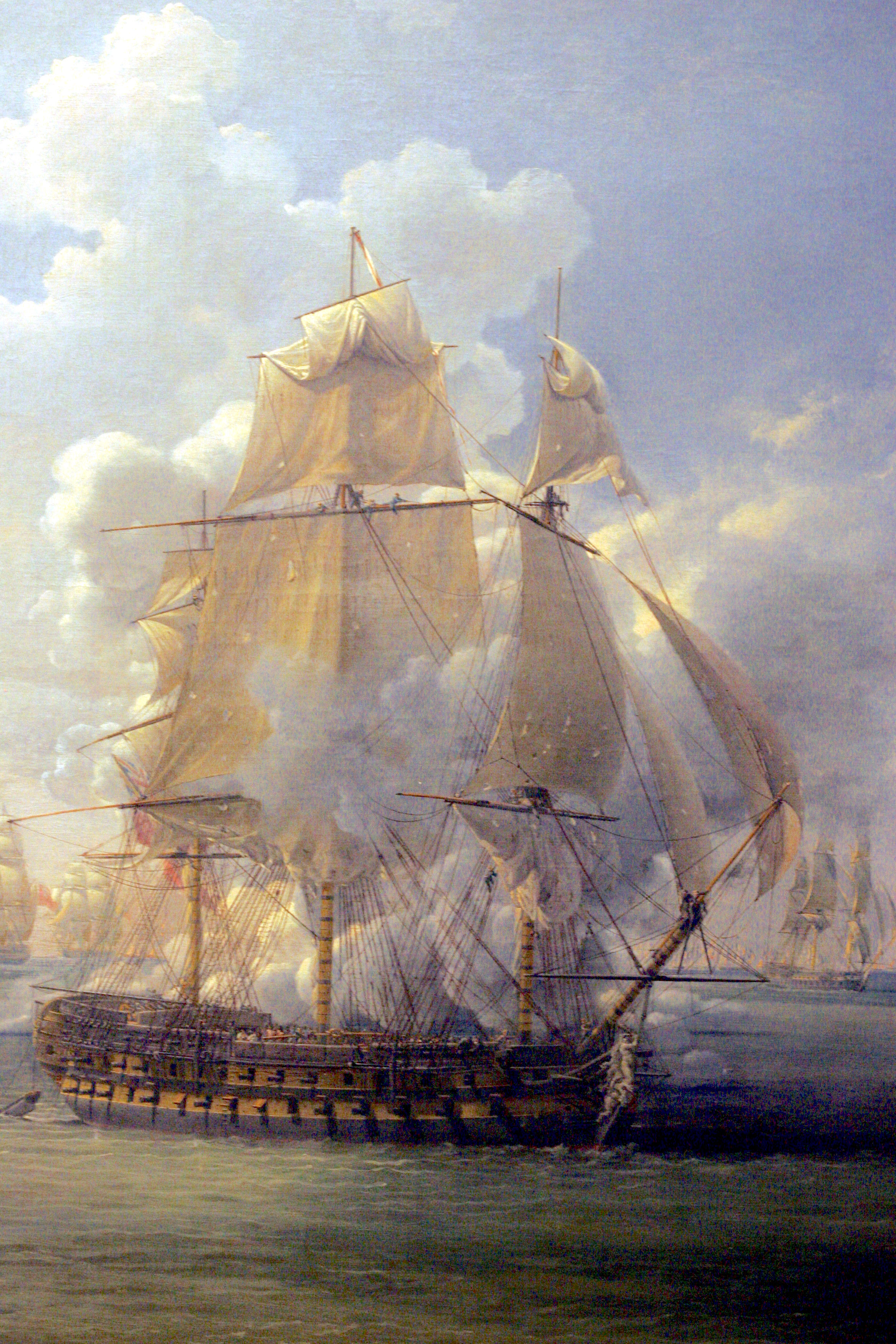
ناوچه فرانسوی پورسیوانت (۱۷۹۸)

کشتی خط (به انگلیسی: Ship of the line) یا کشتی جنگی بزرگ نوعی از کشتی‌های بادبانی ساخته شده در جهت حمله و شرکت در خط مقدم نبردهای دریایی می‌باشد. این نوع کشتی‌ها گاهی نقش تعیین‌کننده‌ای در نتیجهٔ نبرد داشتند. اوج ساخت و ساز و شرکت این کلاس از کشتی‌های جنگی بزرگ از قرن هفدهم میلادی شروع و تا قرن نوزدهم به اوج تکامل و پیشرفت مهندسی در ساخت خودش رسید. از آنجا که این نوع کشتی‌ها از جثه و اندازهٔ بزرگی برخوردار بودند به طبع قدرت مانور پذیری کمتر و همچنین سرعت کمتری داشتند ولی این ضعف آنها با توپخانهٔ به نسبت قوی‌ای که در اختیار داشتند جبران می‌گردید.
در جنگ‌های دریایی که این کلاس از کشتی‌ها حضور داشتند اغلب دریانوردان و کاپیتان‌های جنگی از مصاف نزدیک با آن خودداری می‌کردند چرا که احتمال خسارت شدید و حتی غرق آن نیازمند قدرت مانور بالا، جسارت و از خودگذشتگی بسیار بود. با پایان سال ۱۸۴۰ و معرفی موتور بخار و وابستگی کمتر به نیروی پیشبرانهٔ باد، از اهمیت ساخت این مدل کشتی‌ها کاسته شد.